# ハンマーヘッド (潜水艦)
ハンマーヘッド (USS Hammerhead, SS-364) は、アメリカ海軍の潜水艦。ガトー級潜水艦の一隻。艦名はシュモクザメに因む。なお、退役から14年後にスタージョン級原子力潜水艦15番艦として2代目「ハンマーヘッド (SSN-663)」が就役している。

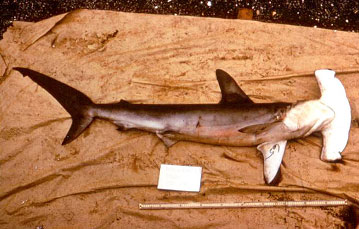
シロシュモクザメ（Smooth hammerhead ）

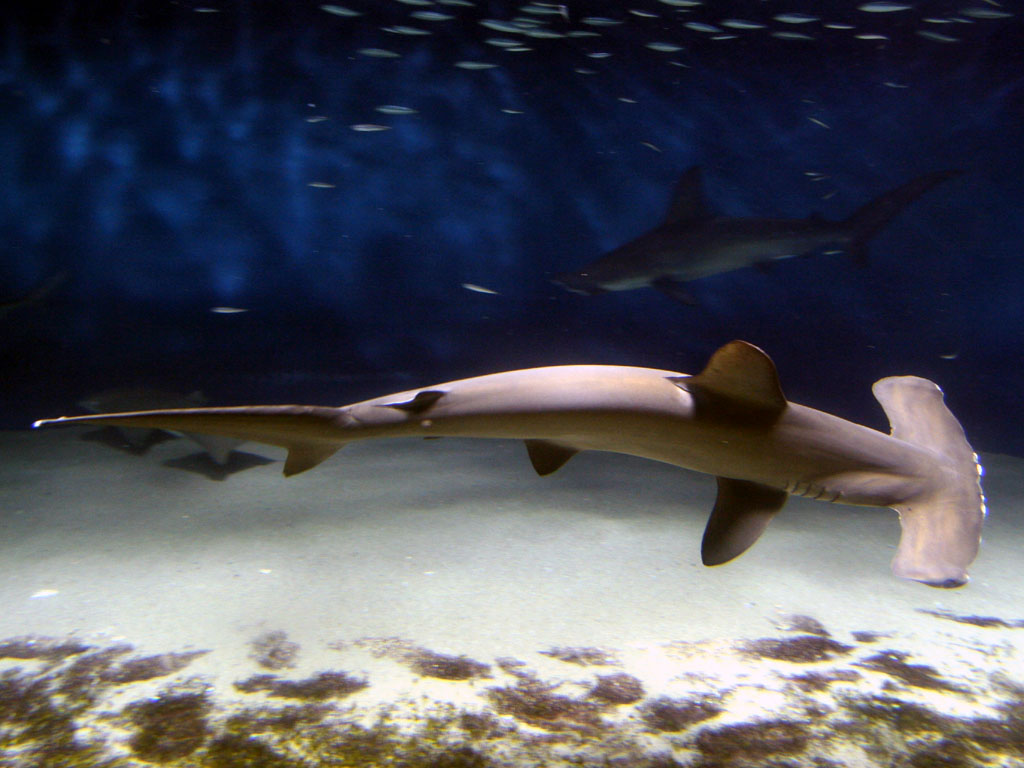
アカシュモクザメ（Scalloped hammerhead ）

## 艦歴
1943年5月5日にウィスコンシン州マニトワックのマニトワック造船で起工する。1943年10月24日にR・W・ベリー夫人によって命名・進水し、艦長ジョン・C・マーチン少佐（アナポリス1934年組）の指揮下で1944年3月1日に就役する。ミシガン湖での一か月の訓練後、浮きドックごとミシシッピ川をニューオーリンズまで曳航され、1944年4月8日に到着した。「ハンマーヘッド」はパナマ運河地帯のバルボアで訓練を行い、その後ハワイの真珠湾に向かった。

### 第1の哨戒 1944年6月 - 8月
6月6日、「ハンマーヘッド」は最初の哨戒で「スティールヘッド (USS Steelhead, SS-280) 」および「パーチー (USS Parche, SS-384) 」とウルフパックを構成し台湾およびルソン海峡方面に向かった。日付が7月9日になってすぐ、「ハンマーヘッド」は北緯19度13分 東経120度41分 / 北緯19.217度 東経120.683度の地点で80トン級サンパンを発見し、4インチ砲と20ミリ機銃で撃沈。哨戒海域に到着後、7月29日朝には北緯21度18分 東経121度10分 / 北緯21.300度 東経121.167度の地点で900トン級小型タンカーを発見し、ジグザグ航行を行っている目標に対して魚雷を3本発射したが命中しなかった。翌7月30日早朝には輸送船団と思われる複数の目標を探知し、やがて雨の中から船影を発見して北緯20度52分 東経120度47分 / 北緯20.867度 東経120.783度の地点で魚雷を6本発射、反転してさらに魚雷を4本発射する。魚雷は4本が「関西丸級輸送船」に命中して目標を撃沈し、ほかに6,200トン級輸送船2隻を撃破したと判定された。3つの魚雷爆発音がとどろいたあと、攻撃を「スティールヘッド」と「パーチー」に任せて再度の攻撃の準備に入ったが、2隻の「千鳥型水雷艇」の存在により攻撃に踏み出せず、やがて敵影は去って行った。8月17日、65日間の行動を終えてフリーマントルに帰投した。

### 第2の哨戒 1944年9月 - 11月
9月9日、「ハンマーヘッド」は2回目の哨戒で南シナ海に向かった。10月1日夜、北緯06度28分 東経116度14分 / 北緯6.467度 東経116.233度のボルネオ島北岸海域でミ18船団を発見。追跡の上、日付が10月2日になるならないのころに攻撃。魚雷を計8本発射し、2つの目標に命中するのを確認した。この攻撃で2隻の輸送船、「日和丸」（日本郵船、5,320トン）と「日金丸」（日本郵船、5,320トン）は数分で沈没し、輸送船「国星丸」（大阪商船、5,494トン）も間もなく沈没したとする。
10月20日未明には、北緯04度45分 東経113度30分 / 北緯4.750度 東経113.500度の地点でサマ13船団を探知。魚雷を6本発射して2つの激しい爆発を観測し、4本目と5本目の魚雷が命中したのであろうと判断される。続いて魚雷を4本発射し、こちらも2つの爆発を確認した。さらに魚雷を4本発射して2つの命中があったとし、これですべての魚雷を撃ち尽くした。「ハンマーヘッド」の一連の攻撃で、2隻の輸送船、「羽後丸」（大阪商船、3,684トン）と「旺洋丸」（東洋汽船、5,458トン）を撃沈した。なお、「ハンマーヘッド」は10月21日までブルネイ沖で哨戒していたが、栗田健男中将率いる第二遊撃部隊のブルネイ湾到着に気付いた様子はない。
10月28日未明、南緯08度39分 東経115度50分 / 南緯8.650度 東経115.833度の地点で「ハンマーヘッド」のレーダーが1つの目標を探知するが、やがて目標の姿が見え始め、哨戒艇か「日本の潜水艦」と推定されたため砲撃を開始。ハンマーヘッドは20発ほど撃って200ヤードまで接近したところ、相手は敵ではなく味方の「グロウラー (USS Growler, SS-215) 」であることがわかり、砲撃を止めた。11月2日、54日間の行動を終えてフリーマントルに帰投した。

### 第3、第4の哨戒 1944年11月 - 1945年3月
11月25日、「ハンマーヘッド」は3回目の哨戒で「パドル (USS Paddle, SS-263) 」および「レイポン (USS Lapon, SS-260) 」とともに南シナ海に向かった。12月7日夜、「ハンマーヘッド」は北緯04度02分 東経111度12分 / 北緯4.033度 東経111.200度のボルネオ島クチン沖でシマ臨時船団を発見し、「パドル」「ミンゴ (USS Mingo, SS-261) 」とともに追跡する。「ハンマーヘッド」は最初の攻撃で魚雷を6本発射するが命中せず、時間をおいて再度魚雷を計9本発射し、魚雷は2本がタンカー「松栄丸」（日東汽船、2,854トン）に命中。「パドル」も魚雷を6本発射して、おそらくは「松栄丸」に命中したものとして扱われた。松栄丸は大火災の末沈没していった。「ハンマーヘッド」は攻撃後の12月9日未明に「パドル」と会合して、攻撃の様子を聞き出した。12月18日には、北緯13度51分 東経117度17分 / 北緯13.850度 東経117.283度の地点で4隻編成の輸送船団を発見して「レイポン」とともに攻撃にあたり、魚雷を6本発射したが命中しなかった。1945年1月17日、52日間の行動を終えてフリーマントルに帰投。艦長がジョージ・H・レイド・ジュニア中佐（アナポリス1933年組）に代わった。
2月10日、「ハンマーヘッド」は4回目の哨戒で「バヤ (USS Baya, SS-318) 」とともに南シナ海に向かった。2月23日午前、「ハンマーヘッド」は北緯12度42分 東経109度30分 / 北緯12.700度 東経109.500度のインドシナ半島バレラ岬沖南方20キロ地点で南号作戦のヒ88h船団を発見。魚雷を4本発射し、2本が海防艦「屋久」の艦首に命中して轟沈した。「ハンマーヘッド」は追撃してきた別の護衛艦に対して魚雷を1本だけ発射したが、これは命中しなかった。ところが、攻撃後にレイド艦長が急病で倒れたため、哨戒を打ち切った。3月3日、22日間の行動を終えてスービック湾に帰投。レイド艦長は病のため退艦し、艦長がフランク・M・スミス中佐（アナポリス1935年組）に代わった。

### 第5、第6の哨戒 1945年3月 - 5月
3月10日、「ハンマーヘッド」は5回目の哨戒で南シナ海に向かった。3月26日未明、直前に「ガーナード (USS Gurnard, SS-254) 」と会合していた「ハンマーヘッド」は、2隻の「海防艦」を発見して魚雷を4本発射するが、命中しなかった。この敵に対しては「ガーナード」も魚雷を4本発射したが、こちらも回避された。3月29日朝、「ハンマーヘッド」は北緯14度40分 東経109度16分 / 北緯14.667度 東経109.267度のインドシナ半島アンヨ岬北北東20海里の地点で、南号作戦の最終船団であるヒ88J船団を発見した。魚雷を3本ずつ計6本発射し、魚雷は船団最後尾を航行していた「第84号海防艦」を直撃してこれを撃沈。「第84号海防艦」の戦死者は191名を数え、その中には中等野球の名選手で、一等兵曹として乗艦していた嶋清一も含まれていた。ヒ88J船団は直後に航空攻撃で全滅した。4月6日、28日間の行動を終えてスービック湾に帰投した。
4月30日、「ハンマーヘッド」は6回目の哨戒で南シナ海およびタイランド湾方面に向かった。5月6日に哨戒海域に到着し、その夜に北緯08度15分 東経102度00分 / 北緯8.250度 東経102.000度の地点で小型タンカーと2隻の護衛艦を発見した。最大射程で魚雷を4本発射したが当たらず再度魚雷を4本発射し、2本が特設運送船（給油）「金鈴丸」（日本油槽船、867トン）に命中して撃沈した。午後に入り、哨戒機を配した1,000トン級輸送船と100トン級トロール船改装哨戒艇を発見し、魚雷を4本発射したが命中せず、反転してさらに魚雷を3本発射したが、やはり命中しなかった。5月14日、「ハンマーヘッド」はタイランド湾で、ハティエンからシンガポールに向かっていた陸軍輸送船「鳥取丸」（日本郵船、5,973トン）と護衛の敷設艦「初鷹」を発見した。この2隻には「コビア (USS Cobia, SS-245) 」も接触していたが、「コビア」は「鳥取丸」に向けて魚雷を5本発射したが命中せず、「初鷹」の反撃で撃退されていた。「ハンマーヘッド」は午後に入り魚雷を3本発射して「鳥取丸」に1本命中させたが、不発であった。攻撃後、荒天の中2隻を追跡し、5月15日1時27分に北緯09度58分 東経101度05分 / 北緯9.967度 東経101.083度の地点にいたったところで「鳥取丸」に向けて魚雷を3本発射し、2本を命中させて撃沈した。撃沈したのが「鳥取丸」であることは、浮き輪を確認して判明した。5月24日、25日間の行動を終えてフリーマントルに帰投した。

### 第7の哨戒 1945年6月 - 8月
6月21日、「ハンマーヘッド」は7回目の哨戒でタイランド湾に向かった。7月10日未明、北緯09度38分 東経101度30分 / 北緯9.633度 東経101.500度タイランド湾中央部で2隻の850トン級「シュガー・チャーリー・シュガーズ」と250トン級哨戒艇を発見し、2つの目標に対して魚雷を3本ずつ計6本発射。この6本の魚雷は命中していないが、おそらくマーク27誘導魚雷を発射してタンカー「第五南明丸」（南方油槽船、834トン）と輸送船「Sakura Maru」（不詳、900トン）を撃沈したと認定された。
その後、「ハンマーヘッド」は本国への帰還命令を受け、途中で終戦を迎えたあと、8月16日にサイパン島タナパグ湾に寄港。8月21日、60日間の行動を終えて真珠湾に帰投した。

### 戦後・トルコ海軍で
「ハンマーヘッド」はメア・アイランド海軍造船所に回航された後、1946年2月9日に退役した。その後メア・アイランド海軍造船所で予備役艦隊入りした後、朝鮮戦争の勃発により1952年2月6日に再就役し、サンディエゴからサンフランシスコまでの西海岸で訓練を行う。朝鮮戦争休戦後、1953年8月21日に再び退役し、予備役艦隊入りした。その後、相互防衛援助プログラムの下、メア・アイランド海軍造船所でGUPPY改修が行われ、1954年7月16日にトルコ海軍への貸与準備のために再就役する。1954年10月23日に退役、同日トルコ海軍に貸与され、ジェルベ (TCG Cerbe, S 341) と改名された。当初の艦番号は S 03 であったが、後に S 341 に変更された。艦は1972年1月1日に正式にトルコに売却され、その後スクラップとして廃棄された。
「ハンマーヘッド」は第二次世界大戦の戦功で7個の従軍星章および1個の海軍殊勲部隊章を受章した。7回の哨戒はすべて成功として記録された。